# Mala Cikava
Mala Cikava je naselje u slovenskoj Općini Novom Mestu. Mala Cikava se nalazi u pokrajini Dolenjskoj i statističkoj regiji Jugoistočnoj Sloveniji. 

## Stanovništvo
Prema popisu stanovništva iz 2002. godine naselje je imalo 84 stanovnika.